# Messimy-sur-Saône
Messimy-sur-Saône är en kommun i departementet Ain i regionen Auvergne-Rhône-Alpes i östra Frankrike. Kommunen ligger  i kantonen Saint-Trivier-sur-Moignans som ligger i arrondissementet Bourg-en-Bresse. Kommunens areal är 5,95 km². År 2022 hade Messimy-sur-Saône 1 312 invånare.

## Befolkningsutveckling
Antalet invånare i kommunen Messimy-sur-Saône
Referens: INSEE